# Avoid-Shift-Improve

Avoid-Shift-Improve (en français : éviter, reporter, améliorer), aussi connu sous l'acronyme ASI, est une approche cherchant à accroître la durabilité environnementale en modifiant le comportement des consommateurs à travers trois catégories de changements. Cette approche apparaît dans les années 1990 en Allemagne dans le domaine des transports, où elle consiste à éviter les déplacements, favoriser le report modal, améliorer l'efficacité énergétique. Elle est par la suite été appliquée à d'autres domaines.

## Histoire
L'approche Avoid-Shift-Improve (en allemand : vermeiden, verlagern, verbessern) a été développée pour la première fois en Allemagne au début des années 1990. L'expression a été utilisée pour la première fois dans un rapport de 1994 de la commission d'enquête du Bundestag.

## Méthode
Cette approche cherche à modifier le comportement des consommateurs plutôt que celui des producteurs afin de rendre ces choix plus durables. Comme son nom l'indique, elle se compose de trois catégories :
1. Éviter, ou réduire : le consommateur choisit de ne pas utiliser une ressource ou de l'utiliser moins ;
2. Reporter (shift), ou maintenir : le consommateur passe à un mode de consommation plus durable. Si l’option la plus durable est déjà utilisée, le consommateur continue de l’utiliser ;
3. Améliorer : le consommateur augmente l’efficacité d'utilisation d’un bien ou d’un service existant.

Dans le contexte de la mobilité, « éviter » pourrait signifier regrouper ou éliminer les déplacements en véhicule, « reporter » pourrait inclure l'utilisation d'un vélo au lieu d'une automobile (report modal), et « améliorer » pourrait inclure l'échange d'un véhicule personnel à essence contre un véhicule hybride ou électrique. Les trois catégories sont considérés comme hiérarchiques, l’évitement de la consommation étant la plus impactante et donc la plus importante.

## Application
Bien que développé dans le milieu des transports, l'approche a été appliquée à d'autres secteurs de consommation, notamment l'alimentation, l'habitat et l'énergie. Les développements technologiques et entrepreneuriaux peuvent créer davantage d’opportunités pour l'application de l'approche, comme des thermostats intelligents, qui augmentent et diminuent les températures intérieures en fonction des habitudes d’occupation, ou des kits repas, qui peuvent réduire le gaspillage alimentaire en comportant la bonne proportion de chaque ingrédient.